# Falconius guangxiensis
Falconius guangxiensis är en insektsart som beskrevs av Zheng, Z. och G. Jiang 1997. Falconius guangxiensis ingår i släktet Falconius och familjen torngräshoppor. Inga underarter finns listade i Catalogue of Life.